# Ратне
Ра́тне (Ратно, пол. Ratno) — селище на Волинському Поліссі над Прип'яттю, знаходиться на території Ковельського району Волинської області. Центр Ратнівської селищної громади, до 2020 року — районний центр. Через Ратне проходить автомагістраль (М19) Доманове — Тереблече.

## Назва

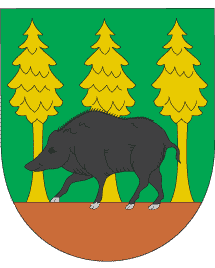
Історичний герб (кабан на фоні трьох золотих сосен)

Назва Ратного пішла від війська «Рать», яке колись стояло на місці теперішнього населеного пункту. Можливо походить також від слова «Ратиці», що пояснювало Історичний Герб, на якому зображений Кабан. Кабан у геральдиці символізує мужність та безстрашність.

## Покровитель
Покровителем міста з давніх-давен вважається Святий пророк Ілля, на честь якого городяни у 1565 році збудували Іллінський православний Собор і щорічно в день Святого Пророка Іллі влаштовувався великий ярмарок на майдані перед Іллінським Собором.

## Герб
У щиті, перетятому лазуровим і зеленим, поверх всього три срібні фігури воїнів, середня попереду, що тримають в руках: правий - срібну соху, середній - срібний перекинутий меч, а лівий - срібний перекинутий молот, що супроводжуються в правому верхньому кутку зеленим дубом, в лівому верхньому куту - шістьма нитяними укороченими хвилеподібними срібними балками.

## Історія
Вперше згадується наприкінці 12 століття.
Сигізмунд Кейстутович у грамоті від 15 жовтня 1432, підтвердженій підписами князів і панів, його прихильників (за взірець взяли грамоту Витовта 1401 р.), приймаючи від польського короля Ягайла титул великого князя литовського, визнавав за ним і його наступниками, зокрема, зверхність над ВКЛ, відступав Польщі Подільську землю, також спірні волинські прикордонні округи з центрами в містах Олесько, Ратне, Ветли, Лопатин.
У 1440 році Ратне отримало магдебурзьке право, від того часу користувалося власною печаткою з гербом (у щиті — 3 дерева, під якими стоїть дикий вепр). За часів Речі Посполитої було осідком «негородового староства».
Ратнівщина в 40-х рр. XV ст. відійшла до складу Польщі і була приєднана до сусідньої Холмської землі, утворивши разом з навколишніми землями відомий в науці «ратненський» чи «любомльсько-ратненський» клин коронних земель.
Православні священики неодноразово терпіли утиски від місцевої адміністрації. Про це свідчить лист короля Сигізмунда І Старого 1519 р., в якому він засуджує дії ратненського старости, який обклав великими поборами православних священиків: «Чули ми, що Якуб Секлюцький, староста Ратенський, змушує православні церкви до сплати більшої данини, ніж мала б з них бути, по копі грошей від кожної церкви; з огляду на тяжке становище церков, скасовуємо цю постанову, однак застерігаємо, що й надалі за ними залишається складання почти на Великдень, по одій овечій шкурі, по одному грошу й по дзбану вареного меду».
В 1556 р. в Ратному нараховувалось 220 будинків міського права, в 1565 р. — 249 , в 1592 р. — 278 , в 1628 р. — 236, в 1661 р. — «домів осілих» 104 . Крім того, протягом другої половини XVI ст. нараховувалось 20-25 «домів порожніх» і 30-40 коморників. У 1661 р. порожніх будинків було 132, а 74 — «раніше стояли пусткою, а щойно обживаються». В Ратному в другій половині XVI — на початку XVII ст. в середньому нараховувалось 270—280 будинків. Можна стверджувати, що в другій половині XVI — на початку XVII ст. тут проживало 1600—1700 осіб. Вже в першій половині XVII ст. кількість населення поступово зменшується — в люстрації 1628 р. згадуються 236 будинків, і більше ніж удвічі — в 60-х рр. XVII ст. під впливом подій середини-другої половини XVII ст. — Національно-визвольної революції, російсько-польської війни, «Руїни», результатом чого було спустошення і обезлюднення значної частини українських земель, що не обійшло й Ратненщини. Так, 24 вересня 1648 р. Павло Ян Сапєга повідомляв із Ратного, що «навколо бродить немала купа … здрайців козаків»; у 1648 р. в місті було пограбовано католицький костел, а його плебана вбито.

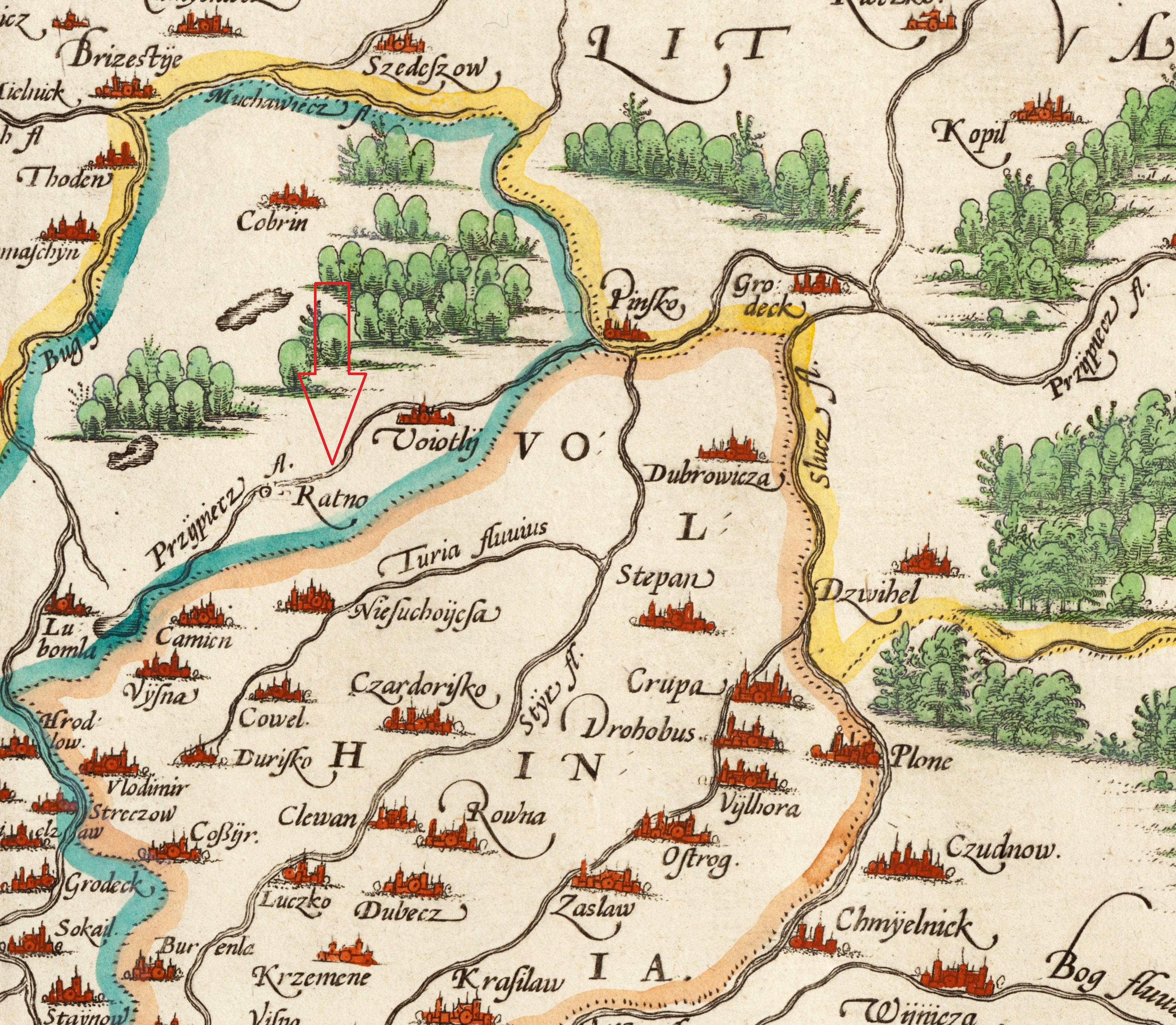
Ратне на карті 1580 року
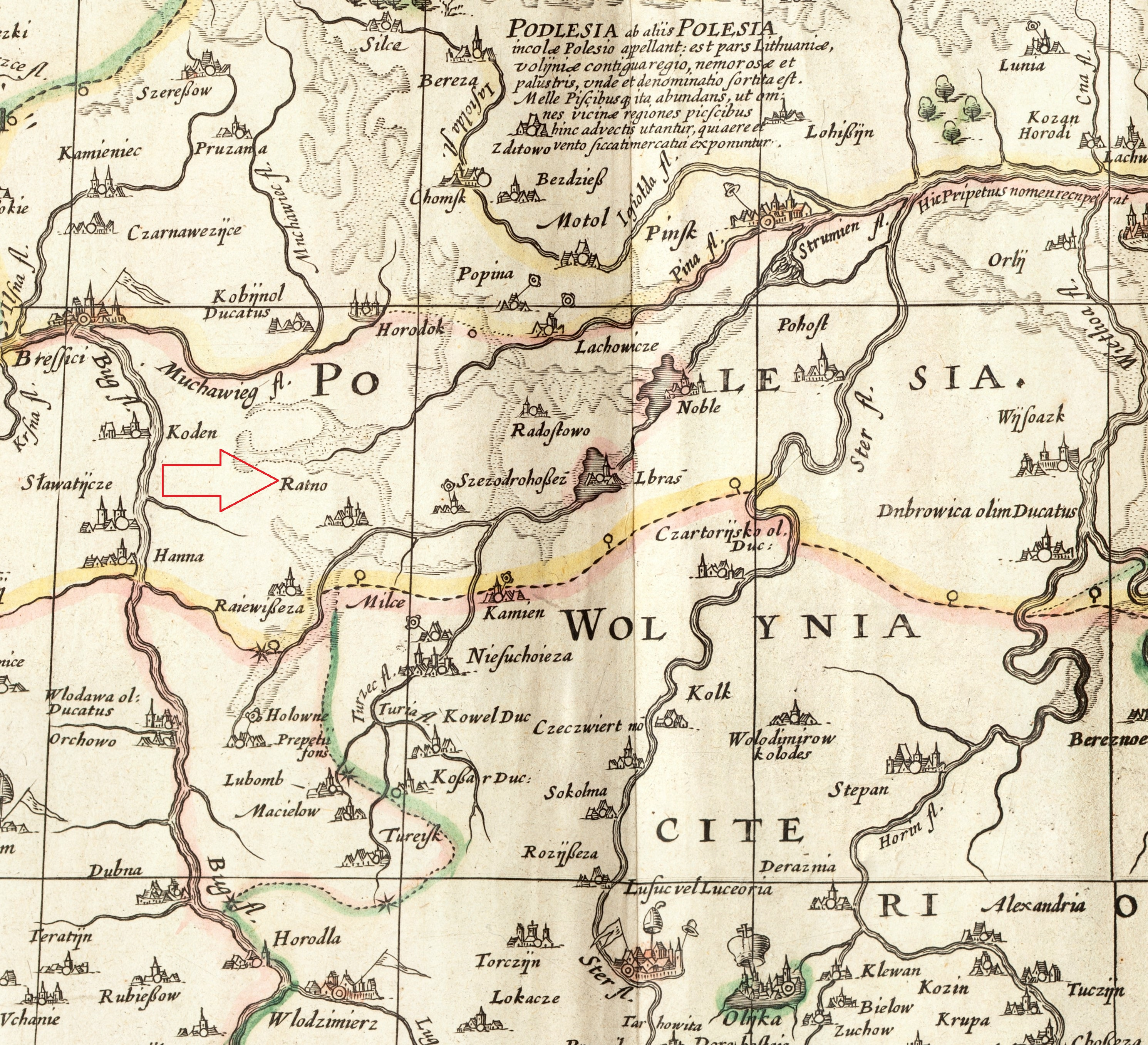
Ратне на карті Радзивіла 1613 року
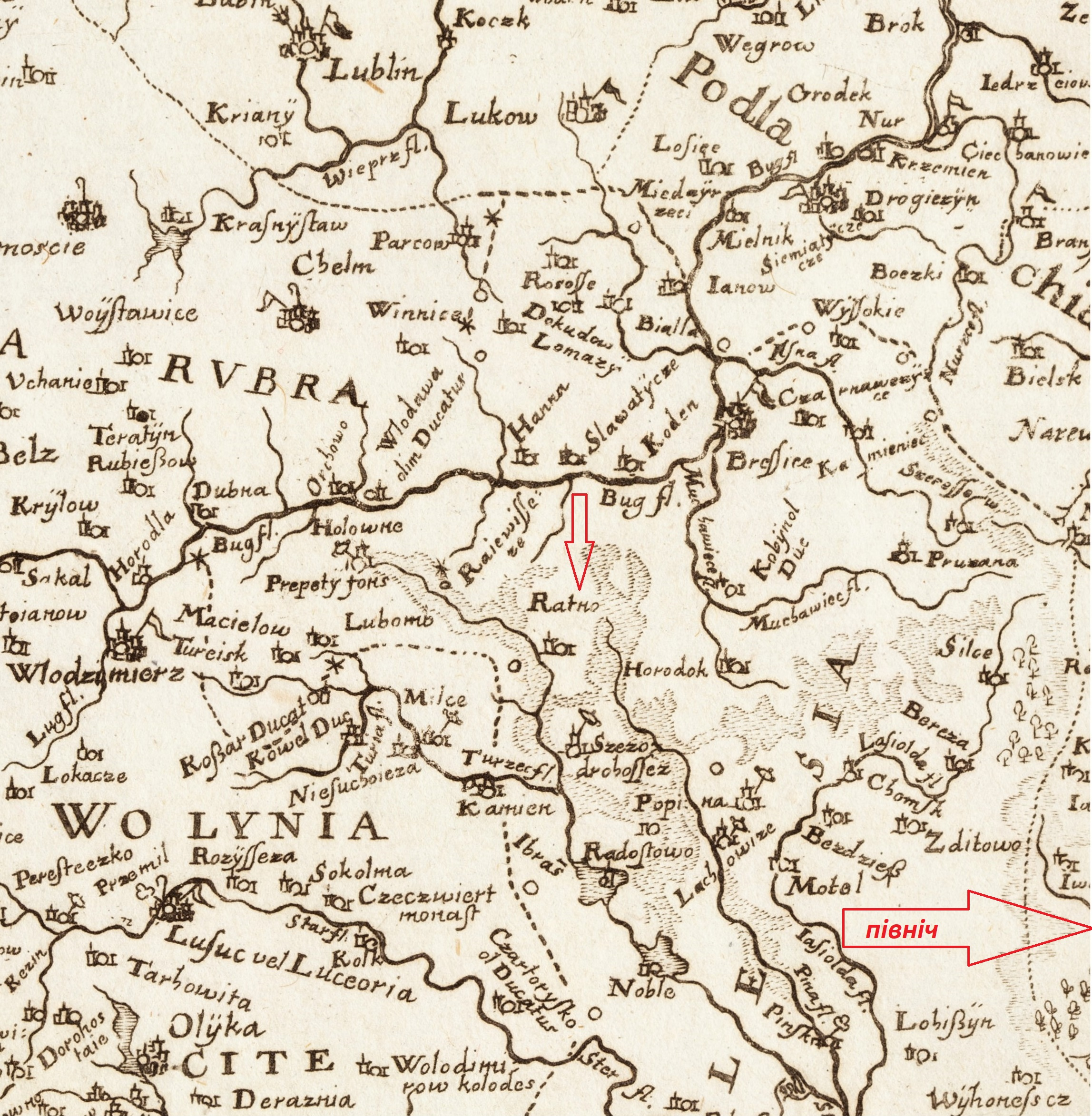
Ратне на карті 1650 року
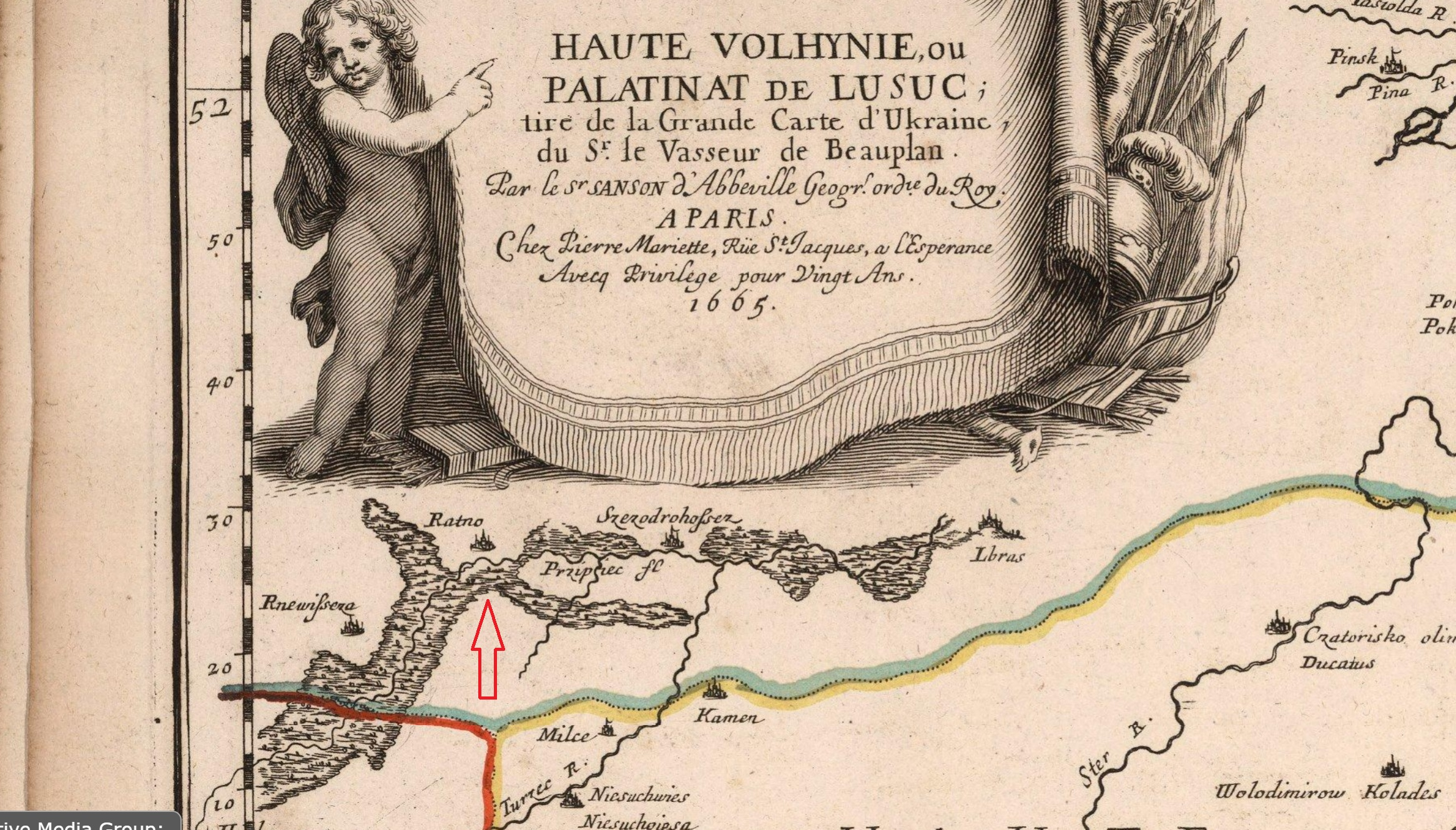
Ратне на карті 1665 року
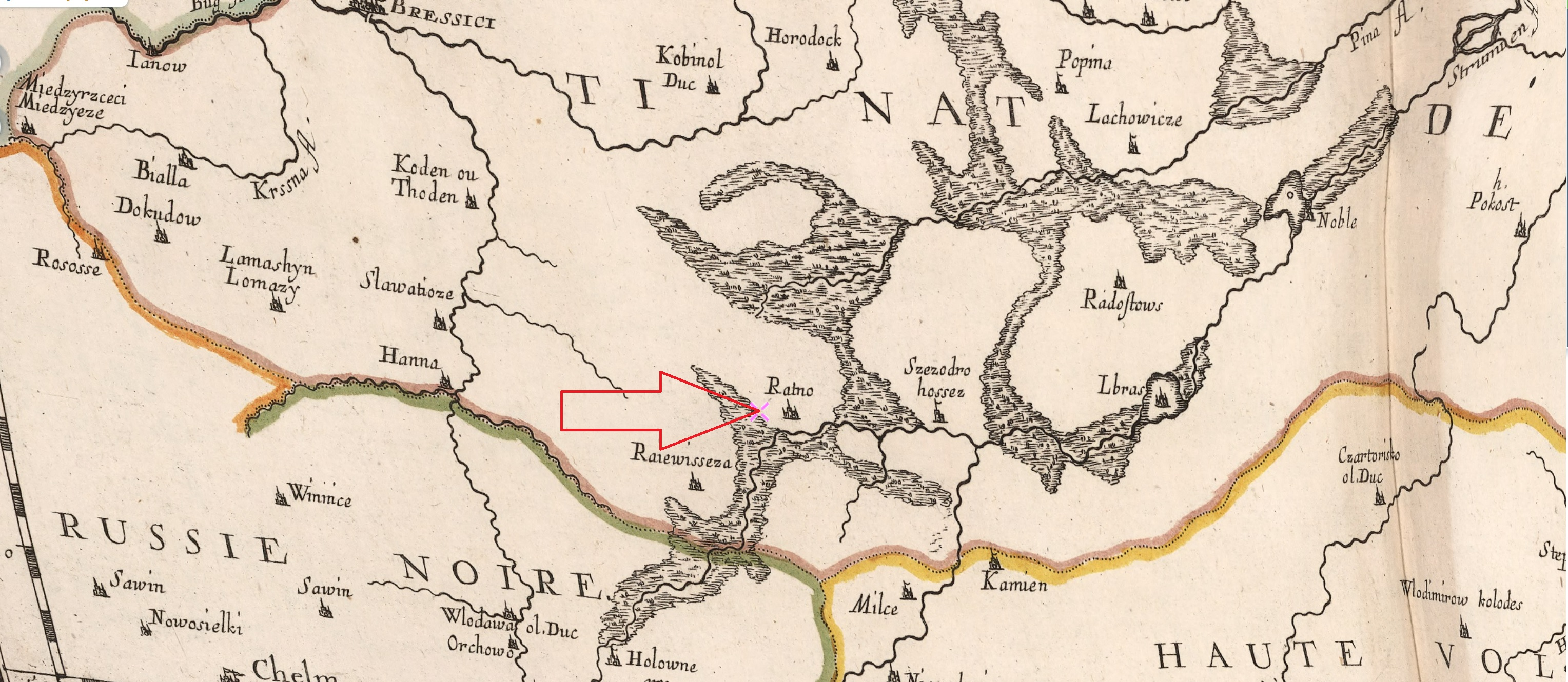
Ратне на карті Литовського князівства 1665 року
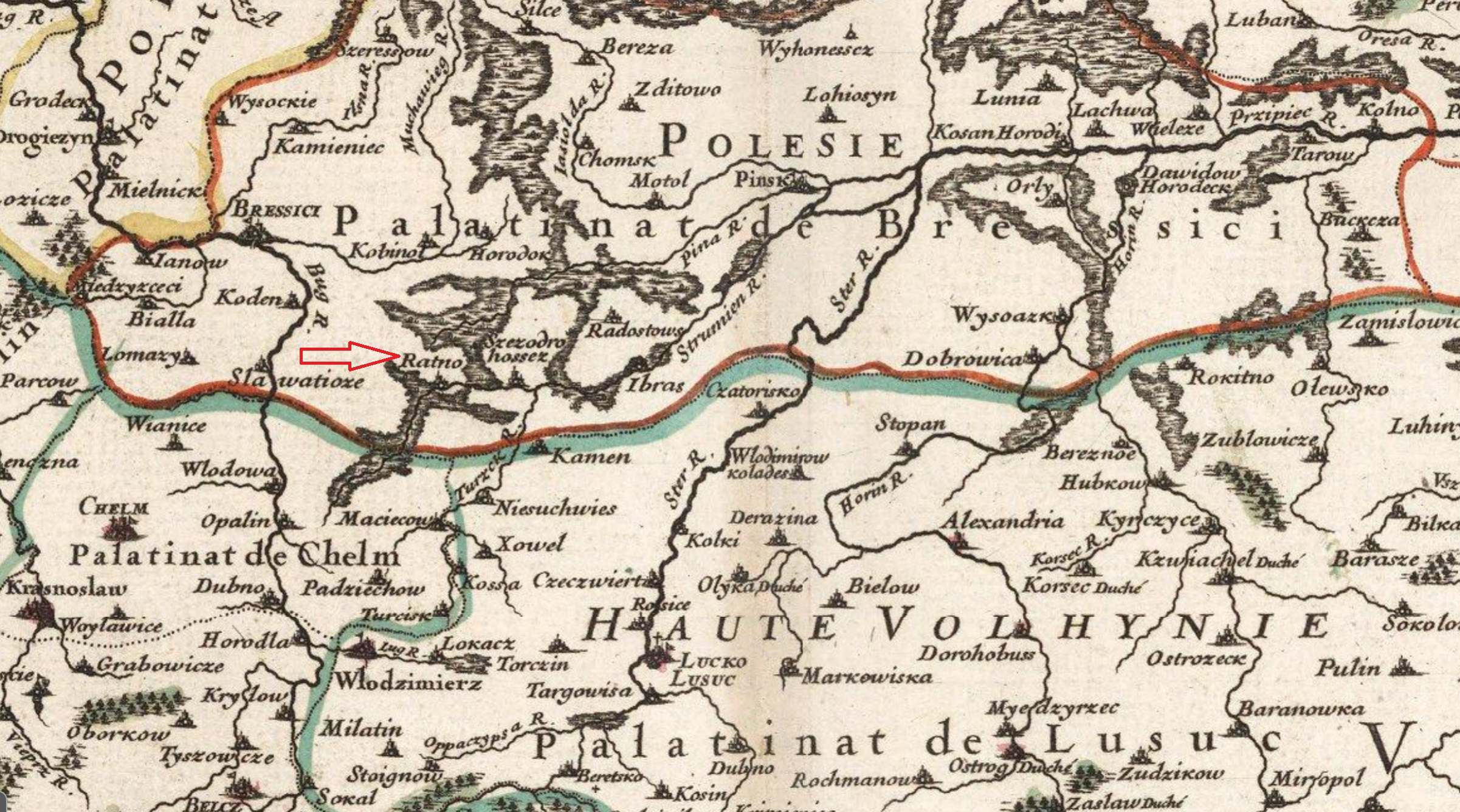
Ратне на карті 1708 року
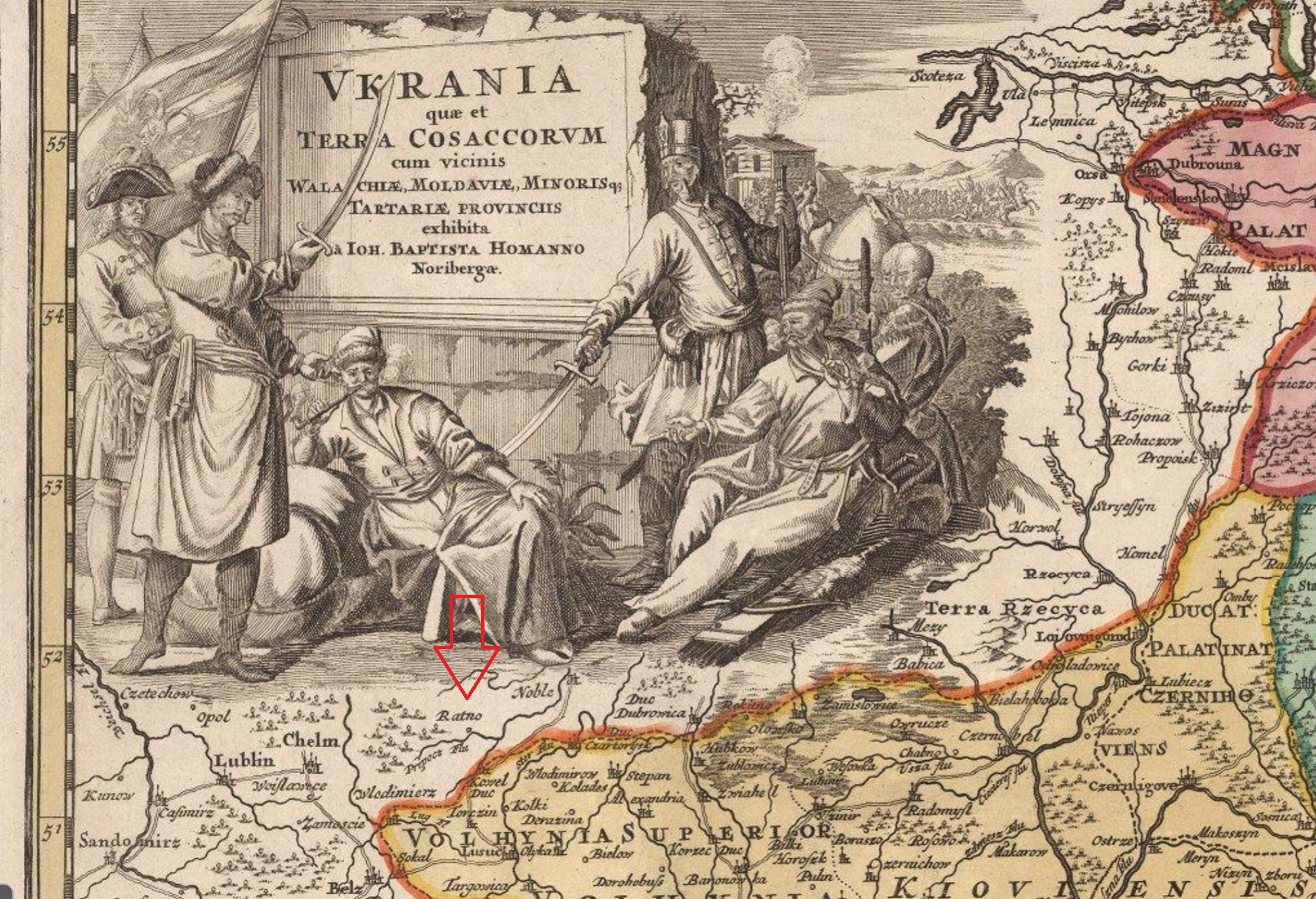
Ратне на карті 1716 року
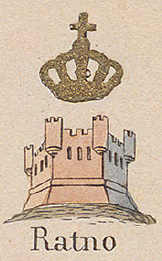
Ратне на мапі Зигмунда Герстмана
- Каталог метричних книг, 1676-1933 роки

В люстрації 1661 р. вказано, що 132 міських будинки «повністю зруйновані і стоять пусткою» . В більшості джерел для позначення поселення Ратне в XVI — XVII ст. вживається термін «місто». Для другої ж половини XVII ст., коли кількість жителів Ратна зменшилась більше ніж удвічі, відповідним вважаємо термін «містечко». Людність Ратного XVI — XVII ст. представлена такими категоріями: ремісники, торговці, особи, зайняті сільським господарством, старостинські і магістратські урядовці, замкова і фільваркова людність, духовенство і окрема єврейська громада.
Поборовий реєстр 1564 р. вказує, що в Ратному «від 71 ремісника сплачували по 4 гроші і від 17 перекупнів по 6 грошів». Відтак, торгово-ремісниче населення Ратна в середині XVI ст. нараховувало понад 500 осіб або близько 35 % від загальної кількості мешканців (249 будинків або близько півтори тисячі осіб у 1565 р. , що було звичним для невеликих міст того періоду як тих, що входили до складу Польщі, так і на землях Великого князівства Литовського, причому ремісників було в 4 рази більше, аніж осіб, зайнятих торгівлею. Меншу частину населення Ратна становили господарі, які подібно до сільських кметів «сиділи на ланах», тобто займалися сільським господарством. Це підтверджують, зокрема, дані люстрацій і інвентарів про землеволодіння міщан. Так, у 1556 р. ратненці обробляли 15 ланів і 7 городів, 1565—1570 рр. — 24 лани і 5 городів, у 1592 р. — 19 ланів і 7 городів, 1661 р. — 15 ланів і 6 городів. Крім того, в Ратному було щонайменше три сім'ї, які займалися млинарством, оскільки під містом в XVI — XVII ст. було 3 водяні млини — в 1565 р. «Йоськів, Войцехів і Андріїв». Була в Ратному й корчма, однак її, як правило, орендували євреї. До найбіднішої категорії жителів Ратна належали коморники, яких, згідно з даними інвентарів та люстрацій, у 1556 р. нараховувалось 25, в 1565 — 43, 1570 р. — 33, 1592 р. — 33. Вони сплачували чинш у розмірі 1-го гроша і «лазебного» — півтори гроші, в той час, коли господарі міських будинків, яких відносимо до середнього прошарку, платили по 3 гроші одного і іншого податку. Окрему групу населення становила замкова і фільваркова людність, яка не вносилась ні в поборові реєстри, ні в люстрації. Перелік «замкової челяді» містить інвентар Ратненського замку 1512 р.: воротар, який отримував плату 2 гривні, ключник — 2 гривні, слодовник — 2 гривні, кухарка — 4 злотих, 3 сторожі — по одній гривні, майстер сіток — 8 злотих; в цьому ж переліку значиться «двірник з дружиною на фільварку» — 2 гривні . Вказано також, що «інші слуги замкові», які кіньми служать, отримують 8 злотих, і які без коней, тобто пішо, 4 злотих. Скільки їх було, в інвентарі не зазначено. В люстрації 1565 р. вказано, що "служкове, які прислуговують до замку, мають свої маєтності при місті або в місті здавна, як доми, так і городи, а самі, тому що їх переселено від міста, мешкають у селі, названому Здомиське або Мелехи, де здавна дворищ є сім, а людей на них розмножилось вже досить.
До привілейованої групи населення Ратна, звільненої від будь-яких податків — не занесеної до поборових реєстрів та люстрацій — відносимо: замкових урядовців — підстаросту, писаря, тивуна і десятника; міських урядовців — війта, бурмистра, райців і шафарів — в люстрації 1661 р. вказано, що міські бурмистри і шафарі звільнені від сплати податків. Крім того, в XVI ст. в Ратному було 3 православних священики, які, на відміну від священиків латинського обряду, входили до категорії оподатковуваного населення, католицький костел зі своїм плебаном (при ньому в XVII ст. була школа і «шпиталь польський»), окрему громаду становило єрейське населення, яке теж мало свою «божницю» і «жидівський шкільний дім».
Перша документальна згадка про наявність православної церкви в місті стосується 1565 р. Люстрація цього року називає розмір податку, сплачуваного «попом Воскресенським», відтак в середині XVI ст. в місті Ратне існував православний храм, побудований і висвячений в ім'я Святого Воскресіння. Є підстави вважати, що в 1565 р. це була не єдина православна церква в Ратному, бо та ж люстрація говорить про наявність в місті кількох домів священиків: Масюк-піп, Васько-попович, попадя Іленська, вже згадуваний піп Воскресеньський. У люстрації 1661 р. під рубрикою «попівство в Ратні» згадується про наявність в місті в 1614 р. церкви Різдва Пресвятої Богородиці: привілеєм Сигізмунда ІІІ Вази 1614 р. цій церкві надавались певні земельні володіння в селі Конище. Третім православним храмом в Ратному був Свято-Троїцький. Він згадується в дипломі на права, надані руському народу польським королем Яном ІІ Казимиром та сеймом 1650 р. на основі Зборівського договору, в переліку церков, які були залишені в православ'ї. Однак, унійні процеси не обминули Ратненщини. В січні 1595 р., коли львівський владика Гедеон Балабан скликав у Львові духовний синод прихильників унії, то серед кількох архимандритів і протопопів «з різних воєводств, земель і повітів» згадується і представник з Ратного. Правдоподібно, це був настоятель Воскресенської церкви, яка й перейшла в унію невдовзі після її проголошення, тому що Різдво-Богородицьку унійні процеси захопили тільки в 30-х рр. XVII ст., а Свято-Троїцька і в середині XVII ст. згадується як православна. Ратне є у списку міст і містечок, яким було дозволено мати по одній православній церкві, що був складений сеймом «для заспокоєння православної релігії» в 1632 р., хоч на той час їх у місті було ще 2. Але вже в 1635 р. греко-католицький священик Михайло Кульчицький з'являється в Різдво-Богородицькій церкві. Ратненські міщани на чолі з бурмістром і райцями чинили йому опір. Священик скаржився до Холмського суду, що вони, «по духу православні», наносять йому збитки, лають непристойними словами, а також побили його слугу. Як підтверджує уже згадуваний диплом на права 1650 р., надані руському народу на основі Зборівського договору, православною в Ратному залишалась на той час лише Свято-Троїцька церква. Греко-католицькі храми Ратненщини були повернуті в православ'я вже в часи царської Росії.
Нема точних вказівок, коли саме в Ратному з'явився католицький костел. У 1500 р. кілька дворищ платили данину плебанові, а в 1504 р. у його власність було надано значні земельні володіння, що включали орні землі, ліси, луки.
В 1648 р. католицький костел в Ратному було пограбовано, вівтар спалено, фігури святих порубано, плебана, який намагався втекти і вивезти коштовності костелу до Любліна було вбито в лісі, а кілька возів з майном костелу розграбовано. Цікаву інформацію про наявність школи при костелі і будівництво шпиталю, містить привілей місту від 1615 р., яким підтверджувалось право виробництва горілки і шинкування нею. Зрозуміло, що окрім благородної мети — допомога школі і шпиталю — цей привілей мав ціллю фінансову підтримку польського костелу.
За національною ознакою більшість ратненських міщан можна віднести до місцевого українського населення. Про це, зокрема свідчить той факт, що найпоширенішими іменами і прізвищами (прізвиськами) в середовищі міських жителів, були такі, які традиційно побутували в українців: Данило Климович, Павло Кушнір, Івасько Ковальович, Іван Ладанович, Пашко Турович, Прокоп, Микита, Іван Книш, Матвей, Тимко, Хоць. Те, що ці імена і прізвища належали українцям підтверджує їх поширеність також і серед селянства староства. Є 15 імен і прізвищ польського забарвлення: Ян, Францішек, Станіслав, Мисковський, Юрковський, Паньковський, Антоновський і ін. Крім того, в місті в XVI ст. проживало 9 сімей євреїв: Бурко, Сахно, Левко, Зелько Смойлович, Зельман, Якуш, Гидель, Мордиш, Мойсей, в 1661 — згадується лише 6 єврейських будинків.
Як свідчать джерела, між православною і єврейською громадами Ратна неодноразово виникали суперечності. Так, в люстрації 1661 р. переповідається декрет 1653 р. Софії Данилевичової з Тенчина, виданий у відповідь на скаргу ратненських міщан на місцевих євреїв. Ратненці виставляли претензії, що євреї відмовлялися сплачувати шось з будинків, які вони самі або їх предки купили в християн і з яких, відтак, цей податок раніше сплачувався. Разом з цими будинками вони тримали і «міські ґрунти» (тобто земельні ділянки), з яких також не платили податки міському уряду. Скарга міщан стосувалась і того, що євреї не платили податки зі своєї торгівлі, не приєднувались до «складок» на потреби міста, їхні різники не платили разом з християнами податок з різницького ремесла . В тій же люстрації цитується лист 1661 р. тогочасного старости Стефана Чарнецького, в якому він надавав єврейській громаді певні права і привілеї. Зокрема, дозволяв їй і надалі мати свою «божницю», за якою залишався «огород», кладовище і лазня. Школа жидівська і надалі мала бути вільна від будь-яких податків, «так як і в інших містах це практикується, що школи бувають вільні від усяких податків, та й іншими домами жидівськими християнської релігії обивателі цікавитись не звикли».
Протягом другої половини XVI ст. кількість населення Ратна зросла з 220 до 280 сімей (відповідно приблизно з 1400 до 1700 жителів), що свідчить про стабільність в соціально-економічному розвитку міста в цей період. В першій половині XVII ст. кількість жителів Ратна поступово зменшується і більше ніж удвічі — після військових спустошень середини XVII ст.
У складі Російської імперії — містечко Ковельського повіту і значний торговий осередок.
Під час Визвольних змагань українського народу входило до складу Української Народної Республіки.
Станом на 1935 рік в Ратному мешкало біля 2500 осіб та згідно згадок тогочасного путівника для туриста: «...колись було не городовим староством що приносило 6 316 злотих річного доходу та мало в наявності достатньо потужний оборонний замок, руїни якого ще є видними.».
До 1939 року належало до Волинського воєводства Польщі.
1992 року почато відновлення храму Святого пророка Іллі УПЦ КП. В листопаді 2015 року з благословіння митрополита Луцького і Волинського Михаїла здійснено чин освячення та Божественну Літругію в Свято-Іллінському соборі.

## Символіка
Герб Ратного являє собою зображення дикого кабана на фоні трьох золотих сосен, що символізувало природу і багатства Ратнівщини. Станом на сьогодні офіційно затверджено лише герб Ратнівського району - "три ратники" , тобото "рать", звідки пішла назва селища, а тому герб міста Ратне "дикий кабан" не скасований.  Усі відомі нині печатки містечка Ратного (знайдено кілька їх зразків, датованих від XVI - XVIII ст.) мають усталене зображення: в полі печатки - три дерева, на тлі яких дикий кабан.
Герб на ратнівських печатках, безперечно, є видозміненим варіантом відомого ще з XV ст. (зокрема із прапорів часу Грюнвальдської битви 1410 р.) герба Холмської землі, до складу якої належало місто: на зеленому тлі - три золоті дерева, між якими праворуч іде срібний ведмідь, Як і земельний герб, міський герб Ратного підкреслює виразний лісовий характер природи місцевих околиць. Крім того, кабан у ратнівському гербі («символ хоробрості», за О. Лакієром) міг також відтворювати характер містечка як фортеці (так, ще з початку XIV століття в містечку існував замок). Відповідно, можна реконструювати і кольори герба Ратного: на зеленому тлі - три золоті дерева, під якими - чорний кабан (неодмінний геральдичний колір зображення кабана), що йде праворуч.

## Населення
- 1870 — 2099 мешканців
- 1897 — 3089
- 1921 — 2410
- 1970 — 5100
- 2001 — 8489
- 2006 — 9200
- 2010 — 9375
- 2014 — 10 000 мешканців
- 2021 — 9657

### Мова
Рідна мова населення за даними перепису 2001 року:
| Мова            | Кількість | Відсоток |
| --------------- | --------- | -------- |
| українська      | 8345      | 98.30%   |
| російська       | 113       | 1.33%    |
| білоруська      | 25        | 0.30%    |
| польська        | 1         | 0.01%    |
| румунська       | 1         | 0.01%    |
| інші/не вказали | 4         | 0.05%    |
| Усього          | 8489      | 100%     |

## Економіка
Харчова, лісова та лісохімічна промисловість.
До основного кола промислових підприємств в Ратнівському районі відноситься 4 підприємства, зокрема: ЗАТ"Ратнівський молокозавод", ДТ «Вітаут», ЗАТ «Хостіліа», ТзОВ «Чарівна скарбниця».
В аграрному секторі сьогодні функціонують 34 агроформування: 10 сільськогосподарських виробничих кооперативи, 1 приватне підприємство, 3 товариства з обмеженою відповідальністю, 20 фермерських господарств.
Станом на 1 квітня 2010 року в сільськогосподарських підприємствах, включаючи 3 фермерських господарства, утримувалось 5800 голів ВРХ, в тому числі 2279 голови корів, 946 свиней. В порівнянні з торішнім показником загальна чисельність поголів'я ВРХ скоротилась на 2726 голови, корів — на 1102, свиней на 420 голів, що становить відповідно −68;-67 і −69%.
Виробництво м'яса ВРХ скоротилось на 428 відсотки, виробництво м'яса свиней — на 70%.
Виробництво молока у I кварталі 2010 року зменшилося на 42,7 тонн, або на 40%, надій молока від корови склав 337 кг (на 5 кг, або на 2% більше, ніж торік).
Під урожай 2010 року у всіх категоріях господарств було посіяно 12800 га зернових, зернобобових та крупяних культур, в тому числі в сільськогоподарських формівеннях району 6,06 тис. га.
Усіма категоріями господарств під урожай 2010 року посіяно 6,6 тис. га озимих зернових культур в тому числі сільгосппідприємствами 2,5 тис. га.
Згідно з намірами яровий клин становитиме 7,2 тис. га, в тому числі в сільгосппідприємствах − 1,5 тис. га.
Вирішуючи проблему нестачі цукру, прогнозується вирощування буряків в 1200 господарствах індивідуального сектора з отриманням 1200–1500 тон цукросировини.

## Персоналії
- князь Федір Ольґердович
- князь Олександр (Сангушко) Федорович — князь у Ратному, Ковелі, Любомлю, Вижві[7]
- Камардін Едуард Русланович (1997—2022) — капітан Збройних Сил України, учасник російсько-української війни, що загинув під час російського вторгнення в Україну, Герой України з удостоєнням ордена «Золота Зірка» (2023, посмертно).
- Кляйн Абрахам Мозес — поет, журналіст, педагог, політичний діяч, юрист (Канада).
- Гамченко Сергій Свиридович — український археолог.
- Ковальчук Олександр Іванович (* 1979) — український анатом, доктор медичних наук, професор.
- Тричук Іван Іванович (1987—2014) — старший солдат Збройних сил України, учасник російсько-української війни.
- Пінкевич Ігор Павлович (*24.01.1944) - вчений фізик; доктор фізико-математичних наук; професор фізики КНУ ім. Шевченка; почесний професор НУ "Києво-Могилянська академія"; старший науковий співробітник Інституту фізики НАН України; заслужений працівник науки і освіти України.
- Іванюк Федір Олексійович (*01.04.1948) - вчений- фізик; доктор фізико-математичних наук; завідувач відділу фізики ядра Інституту ядерних досліджень НАН України; відомий у світі фізик-ядерник.
- Палій Юрій Сергійович (02.01.1987 - 09.07.2023) - культуролог; військовий історик; військовослужбовець 08 батальйону (вовки) 10 Чернівецької гірсько-штурмової бригади. Учасник АТО. Загинув під час оборони Бахмута , поблизу с. Берестове. нагороджений низкою військових  нагород, в тому числі Верховного Головонокомандуючого - Президента України; начальника Генерального штабу ЗСУ; Командувача Сухопутних військ ЗСУ.

### Ратненські старости
- Якуб Конєцпольський (†1481) — староста сєрадзький, канонік краківський, ґнєзненський[8]
- Ян Клеменс Браніцький (бл. 1624—1673) — маршалок надвірний коронний, дід і тезка гетьмана Яна Клеменса Браніцького.[9]
- Стефан Миколай Браніцький — підляський воєвода, син попереднього.[9]

## Галерея

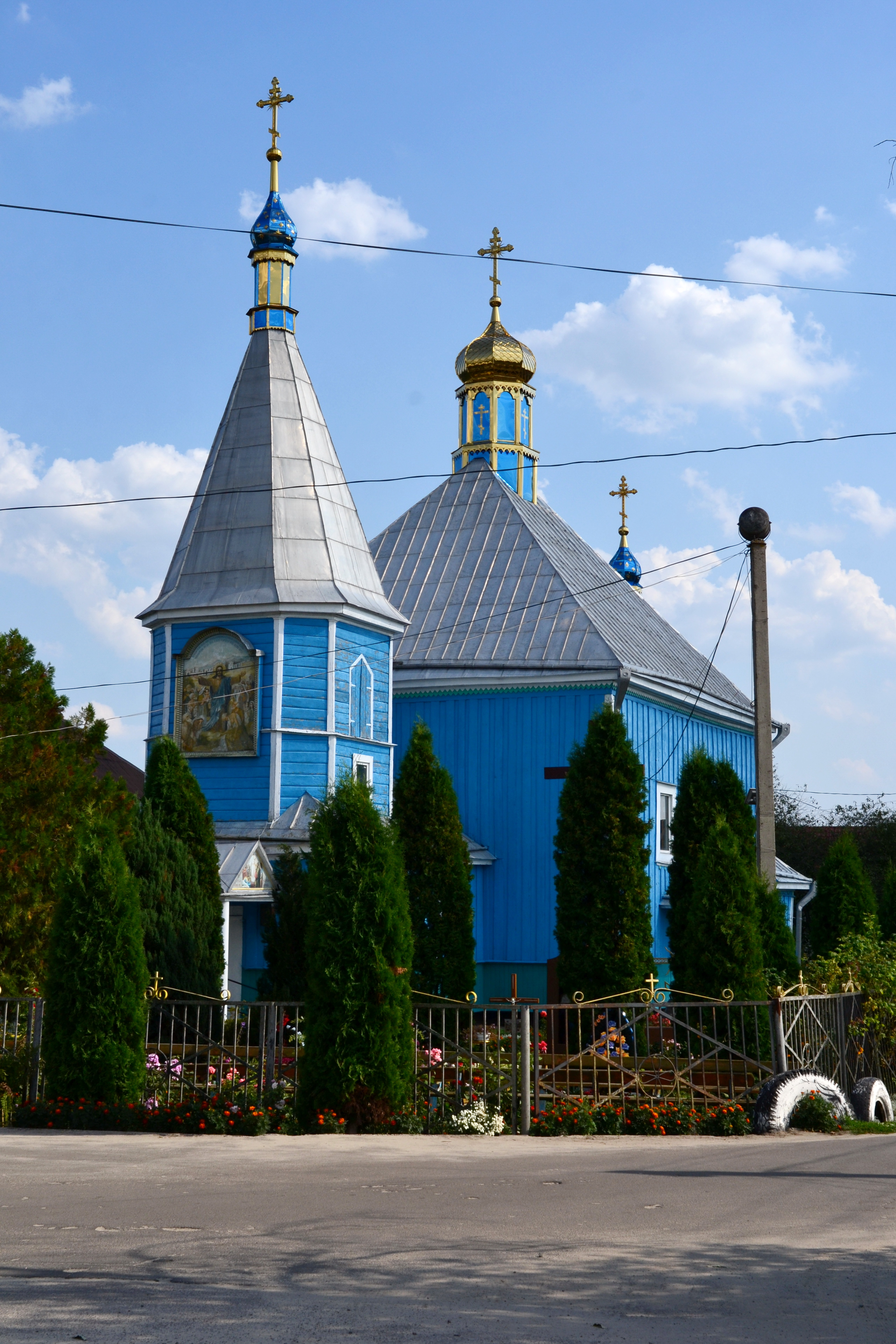
Церква Різдва Богородиці (18-19 ст.)
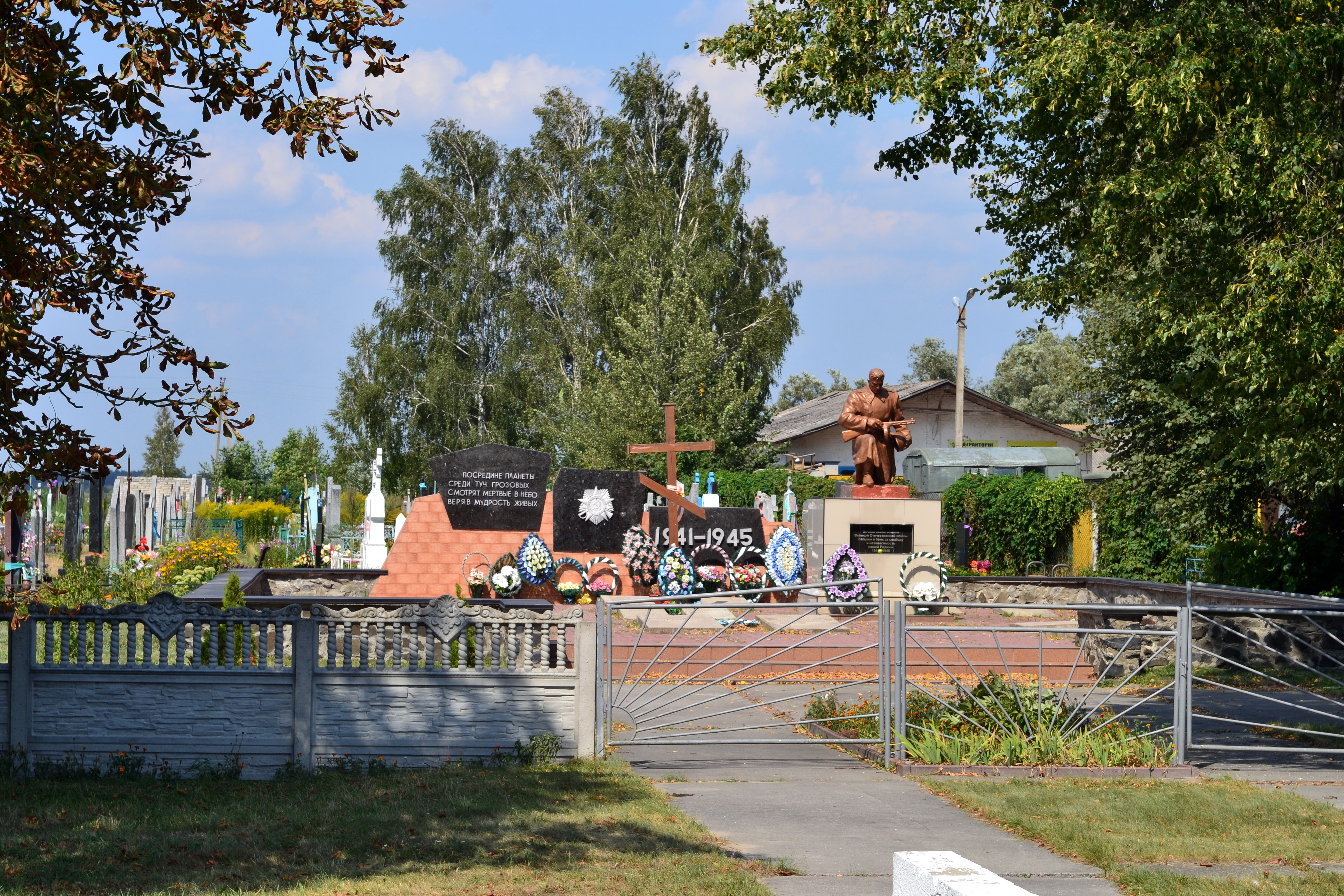
Група братських могил радянських воїнів (1955 рік)
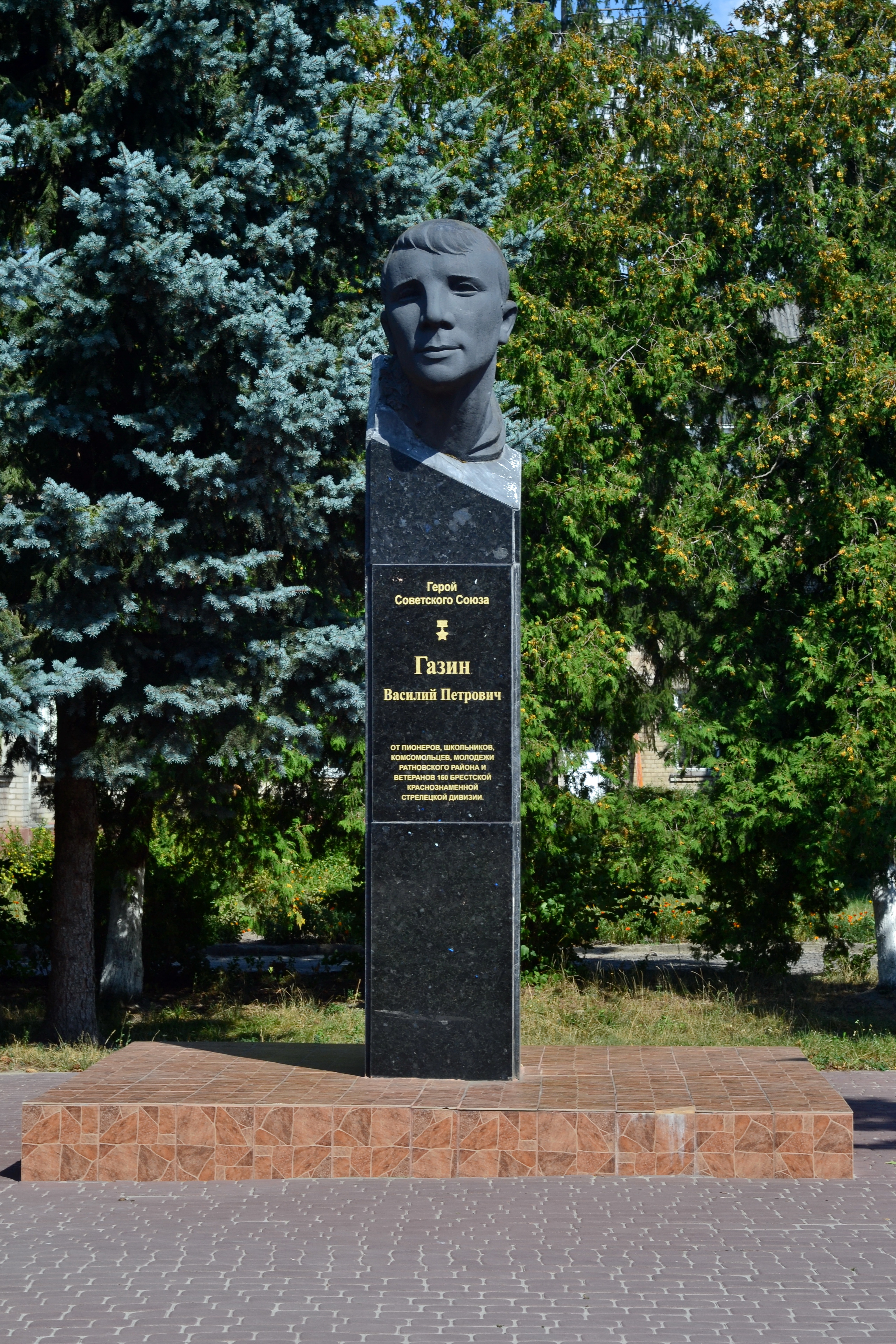
Пам’ятник Герою Радянського Союзу Газіну В.П. (1978 рік)
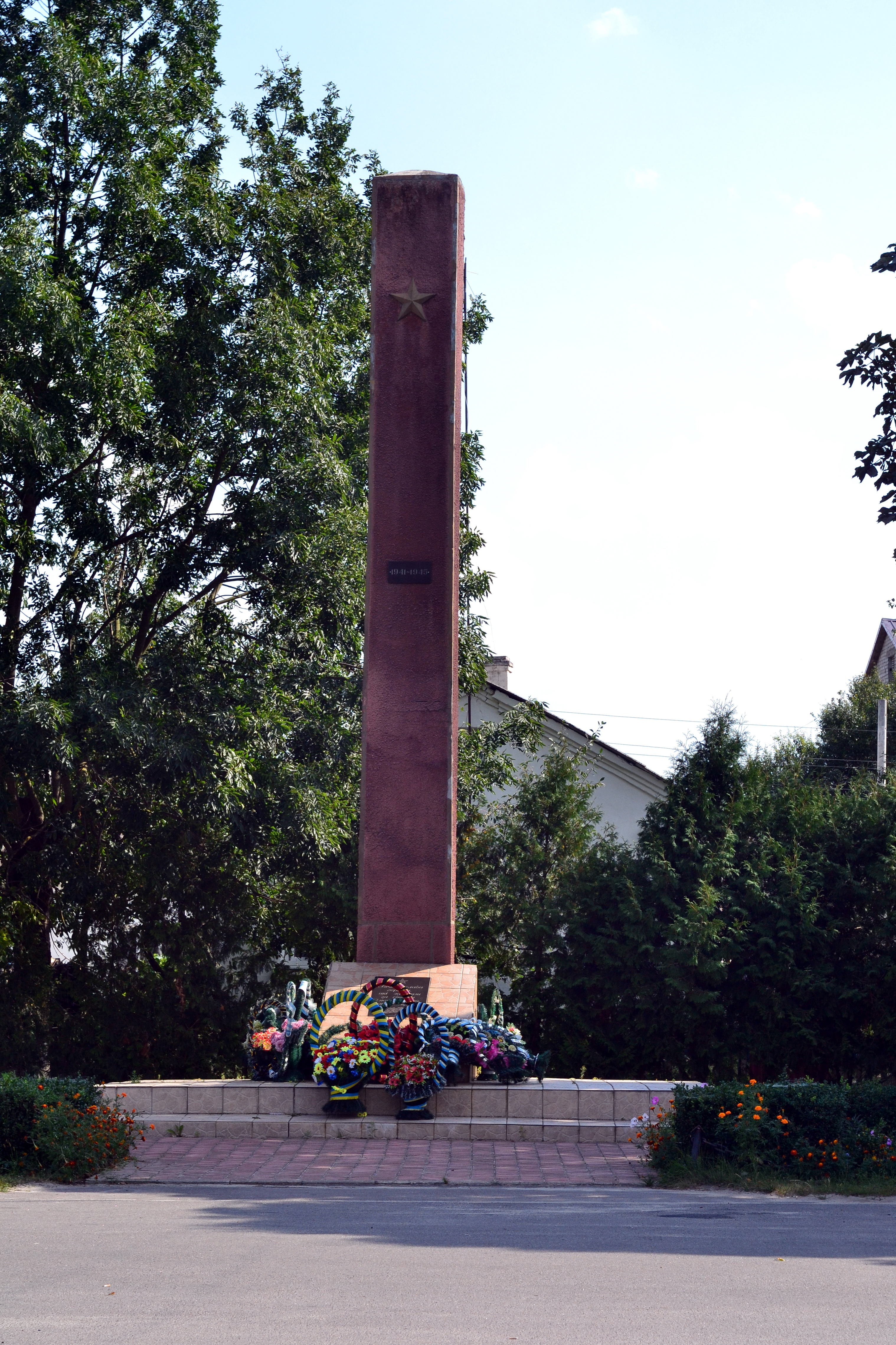
Пам'ятник землякам (1970 рік)
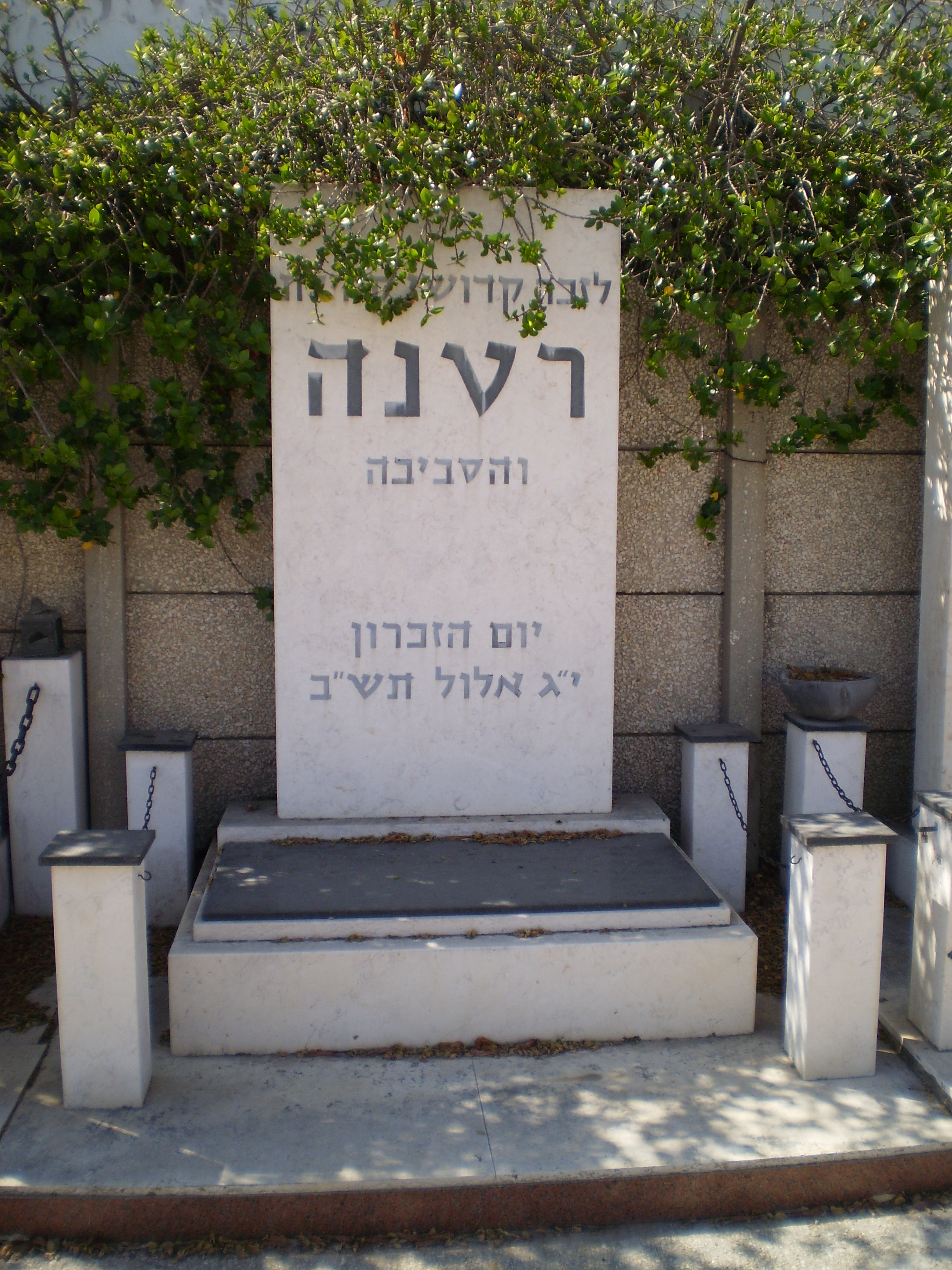
Меморіал, присвячений містянам-жертвам Голокосту (Холон, Ізраїль)